# Tarik Elyounoussi
Tarik Elyounoussi (Al-Hoseyma, 23 febbraio 1988) è un ex calciatore marocchino naturalizzato norvegese, di ruolo attaccante.

## Biografia
È cugino di Mohamed Elyounoussi. Tarik è arrivato in Norvegia con la famiglia all'età di 11 anni.

## Caratteristiche tecniche
All'inizio della carriera, era considerato debole dal punto di vista fisico: ha iniziato così un allenamento specifico che lo ha portato a pesare dai 61 ai 65 kg.

## Carriera

### Club

#### Gli esordi
Di origini marocchine, Elyounoussi ha iniziato a giocare a livello professionistico nel Fredrikstad, proveniente dal Trosvik. Ha esordito nell'Eliteserien il 3 luglio 2005, subentrando a Pål André Czwartek nella sconfitta casalinga per 1-2 contro lo Start. Ha disputato altri 2 incontri di campionato, nella stessa stagione. Il suo spazio è aumentato nell'annata successiva, riuscendo a trovare la via per il primo gol nella massima divisione norvegese in data 23 luglio 2006, sancendo il successo del Fredrikstad sul Viking per 2-1. Ha contribuito al successo nel Norgesmesterskapet 2006, giocando da titolare anche la finale della competizione, vinta per 3-0 sul Sandefjord. Ha chiuso la stagione con 31 presenze tra campionato e coppa, con 9 reti all'attivo. È rimasto al Fredrikstad per il successivo anno e mezzo, siglando altri 15 gol in 41 partite di campionato.

#### Il trasferimento all'estero

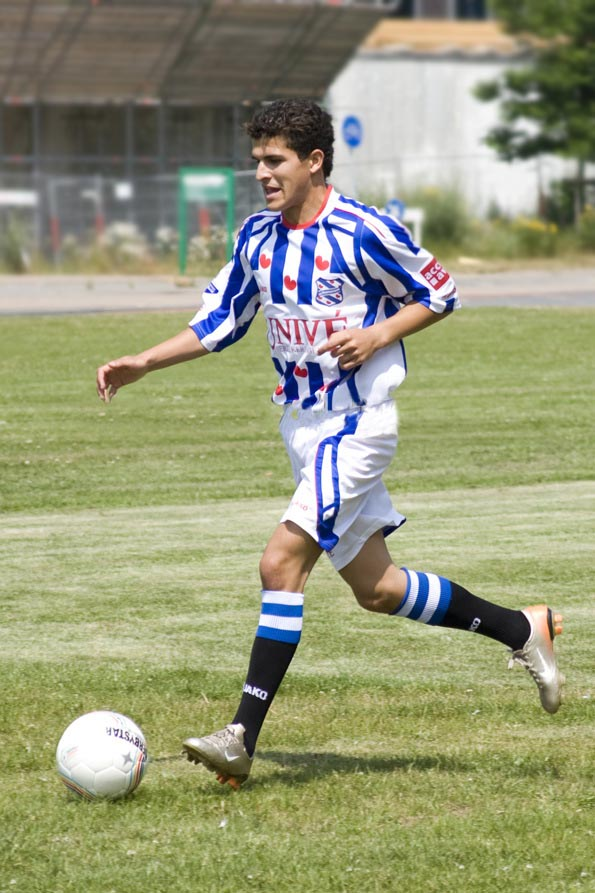
Elyounoussi all'Heerenveen nel 2009

Nell'estate 2008, Elyounoussi è stato acquistato dagli olandesi dell'Heerenveen. Ha debuttato nell'Eredivisie il 31 agosto 2008, segnando una rete nel successo per 2-3 in casa del Volendam. Ha giocato 20 partite di campionato alla sua prima stagione nei Paesi Bassi, realizzando 2 reti. La sua squadra ha vinto anche la Coppa d'Olanda 2008-2009, sebbene il norvegese non fosse in campo nella finale contro il Twente. Nella stagione successiva, dopo 9 presenze senza mai andare in gol, è stato ceduto in prestito al Lillestrøm in data 19 febbraio 2010.
Il 14 marzo è tornato così a calcare i campi dell'Eliteserien, quando è stato schierato titolare nella sconfitta per 3-0 in casa dell'Aalesund. Il 28 marzo ha segnato la prima rete, nel successo casalingo per 6-0 sull'Hønefoss. Dopo 17 presenze e 6 gol, tra campionato e coppa, ha fatto ritorno allo Heerenveen: ha giocato altre 2 partite nel club olandese, prima di essere ceduto a titolo definitivo.

#### Il ritorno al Fredrikstad
Il 7 gennaio 2011 è stato infatti ufficializzato il suo ritorno al Fredrikstad. Si è legato al club, appena tornato nell'Eliteserien, con un contratto dalla durata triennale. Il 21 marzo è tornato così a giocare un incontro con questa maglia, contribuendo al successo per 1-2 sull'Aalesund. Il 18 aprile ha ritrovato il gol, nel successo per 2-0 sul Rosenborg. Ha chiuso la stagione con 13 reti in 28 gare. È stato poi nominato capitano per il campionato 2012. Il 22 giugno 2012, il club norvegese ha confermato sul proprio sito ufficiale l'offerta del Pescara per il calciatore. L'attaccante ha ricevuto quindi il permesso di raggiungere l'Italia per negoziare i termini personali dell'accordo. In data 13 luglio, il suo procuratore, Tore Pedersen, ha dichiarato che il calciatore gli aveva comunicato la scelta di restare in forza al Fredrikstad.

#### Il passaggio al Rosenborg
Il 9 agosto 2012 è stato annunciato il trasferimento di Elyounoussi dal Fredrikstad al Rosenborg, a titolo definitivo. L'attaccante si è legato al nuovo club con un contratto della durata di tre anni e mezzo. Ha disputato il primo incontro con questa casacca il 12 agosto, guadagnandosi un rigore nel successo per 0-3 sul campo del Sogndal.

#### L'approdo in Germania
Il 17 giugno 2013, la formazione tedesca dell'Hoffenheim ne ha annunciato l'ingaggio sul proprio sito ufficiale. Il giocatore ha firmato un contratto dalla durata quadriennale. Secondo l'accordo stipulato, Elyounoussi avrebbe giocato altre due partite con il Rosenborg, prima di aggregarsi alla nuova squadra. Il 10 luglio ha giocato un'amichevole contro il Freiberg, in cui ha segnato una rete ma ha dovuto lasciare il campo nel corso del primo tempo a causa di un'involontaria ginocchiata di un avversario che lo ha colpito alla testa, causandogli nausea e vertigini. Il giocatore è stato portato in ospedale per precauzione. Gli accertamenti non hanno evidenziato nulla di preoccupante. Elyounoussi è rimasto in squadra per tre stagioni, totalizzando 52 presenze e 4 reti nel campionato tedesco.

#### Olympiakos e Qarabağ
Il 27 agosto 2016, i greci dell'Olympiakos hanno confermato l'ingaggio di Elyounoussi. In campionato ha messo a referto 23 presenze e 4 reti, in una stagione conclusa con la vittoria della Souper Ligka Ellada 2016-2017.
Il 1º settembre 2017 è passato agli azeri del Qarabağ con la formula del prestito. In Premyer Liqası è stato schierato solo in 4 occasioni, tuttavia nella fase a gironi di UEFA Champions League è subentrato nelle sfide contro Chelsea, Roma e Atlético Madrid.

#### AIK
Il 30 gennaio 2018 si è trasferito all'AIK. Con 8 reti in 25 partite – secondo miglior marcatore stagionale di squadra – ha contribuito alla riconquista del titolo nazionale che al club mancava dal 2009. Nel corso del campionato 2019 si è imposto come miglior marcatore stagionale dell'AIK in coabitazione con Henok Goitom. Delle 11 reti segnate da Elyounoussi, 8 di queste si sono concentrate nel solo mese di maggio quando è stato anche eletto giocatore del mese dell'Allsvenskan, mentre i rimanenti 3 gol sono stati realizzati negli altri mesi della stagione (uno ad aprile, uno ad agosto e uno ad ottobre).

#### Shonan Bellmare
Libero da vincoli contrattuali, il trentunenne Elyounoussi nel gennaio 2020 si è accordato con i giapponesi dello Shonan Bellmare, con cui ha firmato un contratto fino al 2022.

### Nazionale
Elyounoussi conta 31 presenze e 7 reti per la Norvegia under 21. Ha esordito il 31 maggio 2006, sostituendo Espen Ruud nella vittoria per 1-0 contro la Spagna, in un'amichevole giocata a Stavanger. Il 12 ottobre 2007 è arrivata la prima marcatura, nella vittoria per 2-1 sulla Svizzera. Il 7 settembre 2010 ha realizzato una doppietta ai danni della Slovacchia, contribuendo al successo per 1-4 della selezione scandinava.
Il 28 maggio 2008 è arrivato anche il debutto nella Nazionale maggiore: è subentrato a Per Ciljan Skjelbred ed ha segnato una rete nell'amichevole pareggiata per 2-2 contro l'Uruguay. L'11 ottobre 2013 ha giocato la 25ª partita in Nazionale, in occasione della sfida persa per 3-0 contro la Slovenia, ricevendo così il Gullklokka.

## Statistiche

### Presenze e reti nei club
Statistiche aggiornate al 31 dicembre 2018.
| Stagione           | Club               | Campionato         | Campionato | Campionato | Coppe nazionali | Coppe nazionali | Coppe nazionali | Coppe continentali | Coppe continentali | Coppe continentali | Supercoppe | Supercoppe | Supercoppe | Totale | Totale |
| Stagione           | Club               | Comp               | Pres       | Reti       | Comp            | Pres            | Reti            | Comp               | Pres               | Reti               | Comp       | Pres       | Reti       | Pres   | Reti   |
| ------------------ | ------------------ | ------------------ | ---------- | ---------- | --------------- | --------------- | --------------- | ------------------ | ------------------ | ------------------ | ---------- | ---------- | ---------- | ------ | ------ |
| 2005               | Fredrikstad        | ES                 | 3          | 0          | CN              | 1               | 0               | -                  | -                  | -                  | -          | -          | -          | 4      | 0      |
| 2006               | Fredrikstad        | ES                 | 25         | 5          | CN              | 6               | 4               | -                  | -                  | -                  | -          | -          | -          | 28     | 5      |
| 2007               | Fredrikstad        | ES                 | 25         | 9          | CN              | 2               | 1               | CU                 | 2                  | 0                  | -          | -          | -          | 29     | 10     |
| gen.-ago. 2008     | Fredrikstad        | ES                 | 16         | 5          | CN              | 3               | 1               | -                  | -                  | -                  | -          | -          | -          | 19     | 6      |
| 2008-2009          | Heerenveen         | ED                 | 20         | 2          | CO              | 1               | 0               | CU                 | 5                  | 3                  | -          | -          | -          | 26     | 5      |
| 2009-feb. 2010     | Heerenveen         | ED                 | 9          | 0          | CO              | 0               | 0               | UEL                | 2                  | 0                  | -          | -          | -          | 11     | 0      |
| feb.-giu. 2010     | Lillestrøm         | ES                 | 14         | 4          | CN              | 3               | 2               | -                  | -                  | -                  | -          | -          | -          | 17     | 6      |
| 2010-gen. 2011     | Heerenveen         | ED                 | 2          | 0          | CO              | 0               | 0               | -                  | -                  | -                  | -          | -          | -          | 2      | 0      |
| Totale Heerenveen  | Totale Heerenveen  | Totale Heerenveen  | 31         | 2          |                 | 1               | 0               |                    | 5                  | 3                  |            | -          | -          | 37     | 5      |
| 2011               | Fredrikstad        | ES                 | 28         | 13         | CN              | 4               | 2               | -                  | -                  | -                  | -          | -          | -          | 32     | 15     |
| gen.-ago. 2012     | Fredrikstad        | ES                 | 16         | 7          | CN              | 2               | 3               | -                  | -                  | -                  | -          | -          | -          | 18     | 10     |
| Totale Fredrikstad | Totale Fredrikstad | Totale Fredrikstad | 113        | 39         |                 | 18              | 11              |                    | 2                  | 0                  |            | -          | -          | 13     | 50     |
| ago.-dic. 2012     | Rosenborg          | ES                 | 11         | 0          | CN              | -               | -               | UEL                | 7                  | 3                  | -          | -          | -          | 18     | 3      |
| gen.-giu. 2013     | Rosenborg          | ES                 | 13         | 6          | CN              | 4               | 3               | UEL                | -                  | -                  | -          | -          | -          | 17     | 9      |
| Totale Rosenborg   | Totale Rosenborg   | Totale Rosenborg   | 24         | 6          |                 | 4               | 3               |                    | 7                  | 3                  |            | -          | -          | 35     | 12     |
| 2013-2014          | Hoffenheim         | BL                 | 21         | 0          | CG              | 4               | 0               | -                  | -                  | -                  | -          | -          | -          | 25     | 0      |
| 2014-2015          | Hoffenheim         | BL                 | 25         | 4          | CG              | 1               | 1               | -                  | -                  | -                  | -          | -          | -          | 26     | 5      |
| 2015-2016          | Hoffenheim         | BL                 | 6          | 0          | CG              | 1               | 0               | -                  | -                  | -                  | -          | -          | -          | 7      | 0      |
| Totale Hoffenheim  | Totale Hoffenheim  | Totale Hoffenheim  | 52         | 4          |                 | 6               | 1               |                    | -                  | -                  |            | -          | -          | 58     | 5      |
| 2016-2017          | Olympiakos         | SL                 | 23         | 4          | CG              | 4               | 0               | UEL                | 9                  | 3                  | -          | -          | -          | 36     | 7      |
| set.-dic. 2017     | Qarabağ            | PL                 | 4          | 0          | CA              | 1               | 0               | UCL                | 3                  | 0                  | -          | -          | -          | 8      | 0      |
| 2018               | AIK                | A                  | 25         | 8          | SC              | 5               | 2               | UEL                | 4                  | 0                  | -          | -          | -          | 34     | 13     |
| Totale             | Totale             | Totale             | 284        | 66         |                 | 41              | 18              |                    | 32                 | 9                  |            | -          | -          | 357    | 96     |

### Cronologia presenze e reti in nazionale
| Cronologia completa delle presenze e delle reti in nazionale ― Norvegia | Cronologia completa delle presenze e delle reti in nazionale ― Norvegia | Cronologia completa delle presenze e delle reti in nazionale ― Norvegia | Cronologia completa delle presenze e delle reti in nazionale ― Norvegia | Cronologia completa delle presenze e delle reti in nazionale ― Norvegia | Cronologia completa delle presenze e delle reti in nazionale ― Norvegia | Cronologia completa delle presenze e delle reti in nazionale ― Norvegia | Cronologia completa delle presenze e delle reti in nazionale ― Norvegia |
| Data                                                                    | Città                                                                   | In casa                                                                 | Risultato                                                               | Ospiti                                                                  | Competizione                                                            | Reti                                                                    | Note                                                                    |
| ----------------------------------------------------------------------- | ----------------------------------------------------------------------- | ----------------------------------------------------------------------- | ----------------------------------------------------------------------- | ----------------------------------------------------------------------- | ----------------------------------------------------------------------- | ----------------------------------------------------------------------- | ----------------------------------------------------------------------- |
| 28-5-2008                                                               | Oslo                                                                    | Norvegia                                                                | 2 – 2                                                                   | Uruguay                                                                 | Amichevole                                                              | 1                                                                       | 46’                                                                     |
| 15-10-2008                                                              | Oslo                                                                    | Norvegia                                                                | 0 – 1                                                                   | Paesi Bassi                                                             | Qual. Mondiali 2010                                                     | -                                                                       | 77’                                                                     |
| 19-11-2008                                                              | Dnipropetrovs'k                                                         | Ucraina                                                                 | 1 – 0                                                                   | Norvegia                                                                | Amichevole                                                              | -                                                                       | 85’                                                                     |
| 10-8-2011                                                               | Oslo                                                                    | Norvegia                                                                | 3 – 0                                                                   | Rep. Ceca                                                               | Amichevole                                                              | -                                                                       | 88’                                                                     |
| 15-1-2012                                                               | Bangkok                                                                 | Danimarca                                                               | 1 – 1                                                                   | Norvegia                                                                | Amichevole                                                              | 1                                                                       |                                                                         |
| 18-1-2012                                                               | Bangkok                                                                 | Thailandia                                                              | 0 – 1                                                                   | Norvegia                                                                | Amichevole                                                              | -                                                                       | 46’                                                                     |
| 21-1-2012                                                               | Bangkok                                                                 | Corea del Sud                                                           | 3 – 0                                                                   | Norvegia                                                                | Amichevole                                                              | -                                                                       |                                                                         |
| 29-2-2012                                                               | Belfast                                                                 | Irlanda del Nord                                                        | 0 – 3                                                                   | Norvegia                                                                | Amichevole                                                              | 1                                                                       | 60’                                                                     |
| 26-5-2012                                                               | Oslo                                                                    | Norvegia                                                                | 0 – 1                                                                   | Inghilterra                                                             | Amichevole                                                              | -                                                                       |                                                                         |
| 2-6-2012                                                                | Oslo                                                                    | Norvegia                                                                | 1 – 1                                                                   | Croazia                                                                 | Amichevole                                                              | 1                                                                       |                                                                         |
| 15-8-2012                                                               | Oslo                                                                    | Norvegia                                                                | 2 – 3                                                                   | Grecia                                                                  | Amichevole                                                              | -                                                                       |                                                                         |
| 7-9-2012                                                                | Reykjavík                                                               | Islanda                                                                 | 2 – 0                                                                   | Norvegia                                                                | Qual. Mondiali 2014                                                     | -                                                                       |                                                                         |
| 11-9-2012                                                               | Oslo                                                                    | Norvegia                                                                | 2 – 1                                                                   | Slovenia                                                                | Qual. Mondiali 2014                                                     | -                                                                       | 89’                                                                     |
| 12-10-2012                                                              | Berna                                                                   | Svizzera                                                                | 1 – 1                                                                   | Norvegia                                                                | Qual. Mondiali 2014                                                     | -                                                                       |                                                                         |
| 16-10-2012                                                              | Larnaca                                                                 | Cipro                                                                   | 1 – 3                                                                   | Norvegia                                                                | Qual. Mondiali 2014                                                     | 1                                                                       |                                                                         |
| 9-1-2013                                                                | Città del Capo                                                          | Sudafrica                                                               | 0 – 1                                                                   | Norvegia                                                                | Amichevole                                                              | 1                                                                       | 81’                                                                     |
| 12-1-2013                                                               | Ndola                                                                   | Zambia                                                                  | 0 – 0                                                                   | Norvegia                                                                | Amichevole                                                              | -                                                                       |                                                                         |
| 7-2-2013                                                                | Siviglia                                                                | Ucraina                                                                 | 2 – 0                                                                   | Norvegia                                                                | Amichevole                                                              | -                                                                       |                                                                         |
| 22-3-2013                                                               | Oslo                                                                    | Norvegia                                                                | 0 – 1                                                                   | Albania                                                                 | Qual. Mondiali 2014                                                     | -                                                                       | 62’                                                                     |
| 7-6-2013                                                                | Tirana                                                                  | Albania                                                                 | 1 – 1                                                                   | Norvegia                                                                | Qual. Mondiali 2014                                                     | -                                                                       | 46’                                                                     |
| 11-6-2013                                                               | Oslo                                                                    | Norvegia                                                                | 2 – 0                                                                   | Macedonia                                                               | Amichevole                                                              | -                                                                       |                                                                         |
| 14-8-2013                                                               | Solna                                                                   | Svezia                                                                  | 4 – 2                                                                   | Norvegia                                                                | Amichevole                                                              | -                                                                       | 73’                                                                     |
| 6-9-2013                                                                | Oslo                                                                    | Norvegia                                                                | 2 – 0                                                                   | Cipro                                                                   | Qual. Mondiali 2014                                                     | 1                                                                       | 64’                                                                     |
| 10-9-2013                                                               | Oslo                                                                    | Norvegia                                                                | 0 – 2                                                                   | Svizzera                                                                | Qual. Mondiali 2014                                                     | -                                                                       |                                                                         |
| 11-10-2013                                                              | Maribor                                                                 | Slovenia                                                                | 3 – 0                                                                   | Norvegia                                                                | Qual. Mondiali 2014                                                     | -                                                                       |                                                                         |
| 15-10-2013                                                              | Oslo                                                                    | Norvegia                                                                | 1 – 1                                                                   | Islanda                                                                 | Qual. Mondiali 2014                                                     | -                                                                       |                                                                         |
| 15-11-2013                                                              | Herning                                                                 | Danimarca                                                               | 2 – 1                                                                   | Norvegia                                                                | Amichevole                                                              | -                                                                       | 60’                                                                     |
| 19-11-2013                                                              | Molde                                                                   | Norvegia                                                                | 0 – 1                                                                   | Scozia                                                                  | Amichevole                                                              | -                                                                       | 87’                                                                     |
| 5-3-2014                                                                | Praga                                                                   | Rep. Ceca                                                               | 2 – 2                                                                   | Norvegia                                                                | Amichevole                                                              | 1                                                                       |                                                                         |
| 27-5-2014                                                               | Saint-Denis                                                             | Francia                                                                 | 4 – 0                                                                   | Norvegia                                                                | Amichevole                                                              | -                                                                       |                                                                         |
| 31-5-2014                                                               | Oslo                                                                    | Norvegia                                                                | 1 – 1                                                                   | Russia                                                                  | Amichevole                                                              | -                                                                       | 56’                                                                     |
| 3-9-2014                                                                | Londra                                                                  | Inghilterra                                                             | 1 – 0                                                                   | Norvegia                                                                | Amichevole                                                              | -                                                                       | 78’                                                                     |
| 9-9-2014                                                                | Oslo                                                                    | Norvegia                                                                | 0 – 2                                                                   | Italia                                                                  | Qual. Euro 2016                                                         | -                                                                       | 50’                                                                     |
| 10-10-2014                                                              | Ta' Qali                                                                | Malta                                                                   | 0 – 3                                                                   | Norvegia                                                                | Qual. Euro 2016                                                         | -                                                                       |                                                                         |
| 13-10-2014                                                              | Oslo                                                                    | Norvegia                                                                | 2 – 1                                                                   | Bulgaria                                                                | Qual. Euro 2016                                                         | 1                                                                       | 50’ 83’                                                                 |
| 12-11-2014                                                              | Oslo                                                                    | Norvegia                                                                | 0 – 1                                                                   | Estonia                                                                 | Amichevole                                                              | -                                                                       |                                                                         |
| 16-11-2014                                                              | Baku                                                                    | Azerbaigian                                                             | 0 – 1                                                                   | Norvegia                                                                | Qual. Euro 2016                                                         | -                                                                       | 16’                                                                     |
| 28-3-2015                                                               | Zagabria                                                                | Croazia                                                                 | 5 – 1                                                                   | Norvegia                                                                | Qual. Euro 2016                                                         | -                                                                       | 35’ 79’                                                                 |
| 8-6-2015                                                                | Oslo                                                                    | Norvegia                                                                | 0 – 0                                                                   | Svezia                                                                  | Amichevole                                                              | -                                                                       | 68’                                                                     |
| 11-11-2016                                                              | Praga                                                                   | Rep. Ceca                                                               | 2 – 1                                                                   | Norvegia                                                                | Amichevole                                                              | -                                                                       | 71’                                                                     |
| 26-3-2017                                                               | Belfast                                                                 | Irlanda del Nord                                                        | 2 – 0                                                                   | Norvegia                                                                | Qual. Mondiali 2018                                                     | -                                                                       | 53’                                                                     |
| 10-6-2017                                                               | Oslo                                                                    | Norvegia                                                                | 1 – 1                                                                   | Rep. Ceca                                                               | Qual. Mondiali 2018                                                     | -                                                                       |                                                                         |
| 13-6-2017                                                               | Oslo                                                                    | Norvegia                                                                | 1 – 1                                                                   | Svezia                                                                  | Amichevole                                                              | -                                                                       | 66’                                                                     |
| 1-9-2017                                                                | Oslo                                                                    | Norvegia                                                                | 2 – 0                                                                   | Azerbaigian                                                             | Qual. Mondiali 2018                                                     | -                                                                       | 73’                                                                     |
| 5-10-2017                                                               | Serravalle                                                              | San Marino                                                              | 0 – 8                                                                   | Norvegia                                                                | Qual. Mondiali 2018                                                     | -                                                                       | 71’                                                                     |
| 8-10-2017                                                               | Oslo                                                                    | Norvegia                                                                | 1 – 0                                                                   | Irlanda del Nord                                                        | Qual. Mondiali 2018                                                     | -                                                                       | 72’                                                                     |
| 26-3-2018                                                               | Elbasan                                                                 | Albania                                                                 | 0 – 1                                                                   | Norvegia                                                                | Amichevole                                                              | -                                                                       |                                                                         |
| 2-6-2018                                                                | Reykjavík                                                               | Islanda                                                                 | 2 – 3                                                                   | Norvegia                                                                | Amichevole                                                              | -                                                                       | 73’                                                                     |
| 7-9-2018                                                                | Oslo                                                                    | Norvegia                                                                | 2 – 0                                                                   | Cipro                                                                   | UEFA Nations League 2018-2019 - 1º turno                                | -                                                                       | 90’                                                                     |
| 13-10-2018                                                              | Oslo                                                                    | Norvegia                                                                | 1 – 0                                                                   | Slovenia                                                                | UEFA Nations League 2018-2019 - 1º turno                                | -                                                                       | 44’ 75’                                                                 |
| 16-10-2018                                                              | Oslo                                                                    | Norvegia                                                                | 1 – 0                                                                   | Bulgaria                                                                | UEFA Nations League 2018-2019 - 1º turno                                | -                                                                       |                                                                         |
| 16-11-2018                                                              | Lubiana                                                                 | Slovenia                                                                | 1 – 1                                                                   | Norvegia                                                                | UEFA Nations League 2018-2019 - 1º turno                                | -                                                                       | 63’                                                                     |
| 19-11-2018                                                              | Nicosia                                                                 | Cipro                                                                   | 0 – 2                                                                   | Norvegia                                                                | UEFA Nations League 2018-2019 - 1º turno                                | -                                                                       | 71’                                                                     |
| 23-3-2019                                                               | Valencia                                                                | Spagna                                                                  | 2 – 1                                                                   | Norvegia                                                                | Qual. Euro 2020                                                         | -                                                                       | 51’ 64’                                                                 |
| 7-6-2019                                                                | Oslo                                                                    | Norvegia                                                                | 2 – 2                                                                   | Romania                                                                 | Qual. Euro 2020                                                         | 1                                                                       | 84’                                                                     |
| 10-6-2019                                                               | Tórshavn                                                                | Fær Øer                                                                 | 0 – 2                                                                   | Norvegia                                                                | Qual. Euro 2020                                                         | -                                                                       | 58’                                                                     |
| 5-9-2019                                                                | Oslo                                                                    | Norvegia                                                                | 2 – 0                                                                   | Malta                                                                   | Qual. Euro 2020                                                         | -                                                                       | 66’                                                                     |
| 8-9-2019                                                                | Solna                                                                   | Svezia                                                                  | 1 – 1                                                                   | Norvegia                                                                | Qual. Euro 2020                                                         | -                                                                       | 64’                                                                     |
| 15-11-2019                                                              | Oslo                                                                    | Norvegia                                                                | 4 – 0                                                                   | Fær Øer                                                                 | Qual. Euro 2020                                                         | -                                                                       | 78’                                                                     |
| 18-11-2019                                                              | Ta' Qali                                                                | Malta                                                                   | 1 – 2                                                                   | Norvegia                                                                | Qual. Euro 2020                                                         | -                                                                       | 65’                                                                     |
| Totale                                                                  |                                                                         | Presenze                                                                | 60                                                                      |                                                                         | Reti                                                                    | 10                                                                      |                                                                         |

## Palmarès

### Club

#### Competizioni nazionali
- Coppa di Norvegia: 1

Fredrikstad: 2006
- Coppa dei Paesi Bassi: 1

Heerenveen: 2008-2009
- Campionato greco: 1

Olympiakos: 2016-2017
- Campionato svedese: 1

AIK: 2018

### Individuale
- Giovane dell'anno: 2

2006, 2007
- Gullklokka: 1

2013